# Pod Husí horou
Pod Husí horou je přírodní památka ve městě Hluk v okrese Uherské Hradiště. Důvodem ochrany je jediný v současnosti zachovaný povrchový výchoz hluckých vrstev, které jsou nejstarším sedimentem bělokarpatské jednotky. Výchoz vznikl při stavbě silnice, jedná se tedy o umělý zářez s délkou třicet metrů a výškou tří metrů.

## Lokalita
Oblast přírodní památky leží na jihozápadním okraji obce Hluk, na východním okraji vinice Husí hora ve výšce 220 metrů nad mořem.

## Historie
Přírodní památka Pod Husí horou byla vyhlášena nařízením č. 13/2002 ze dne 16. září 2002 Okresním úřadem v Uherském Hradišti.

## Přírodní poměry
Z botanického či zoologického pohledu není území nikterak významně zajímavé.

### Geologie
Území tvoří bělokarpatská jednotka magurského flyše. Zářez tak odkrývá světle šedé, jemně zrnité vápence, dále pak béžové slíny a šedé jílovce hluckých vrstev. Vápence vytváří až 45 cm mocné desky a lavice. Sedimenty jsou stáří spodní křídy.